# 암팡자야

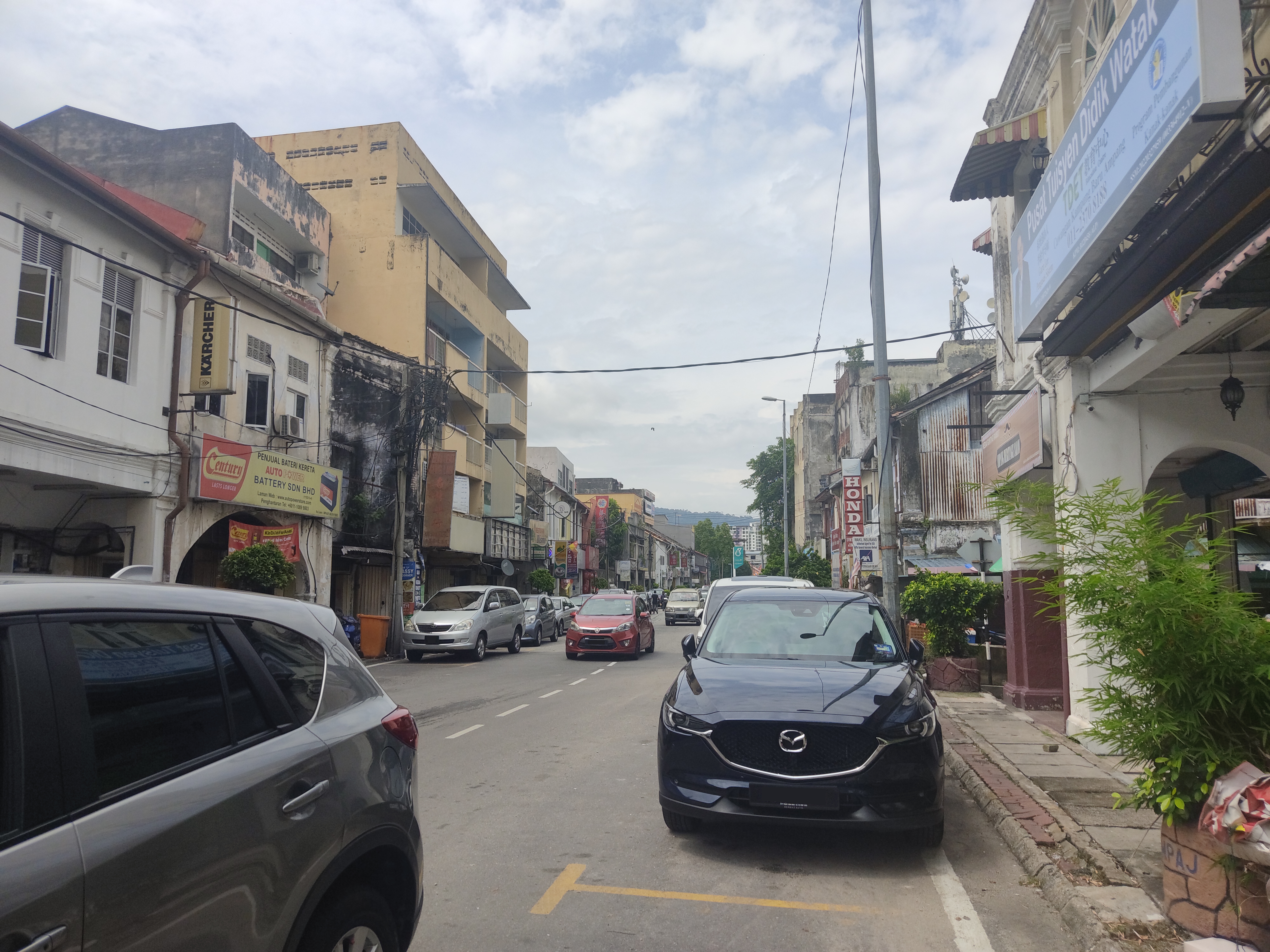

암팡자야(Ampang Jaya)는 말레이시아 슬랑오르주의 군(郡)으로, 면적은 143.5km2, 인구는 721,411명(2005년 기준)이며 말레이시아에서 5번째로 큰 도시이다. 말레이시아로 이주한 한국인이 거주하면서 형성된 한인 타운이 있다.

## 자매 도시
- 인도네시아 브카시